# Szandzsák (régió)

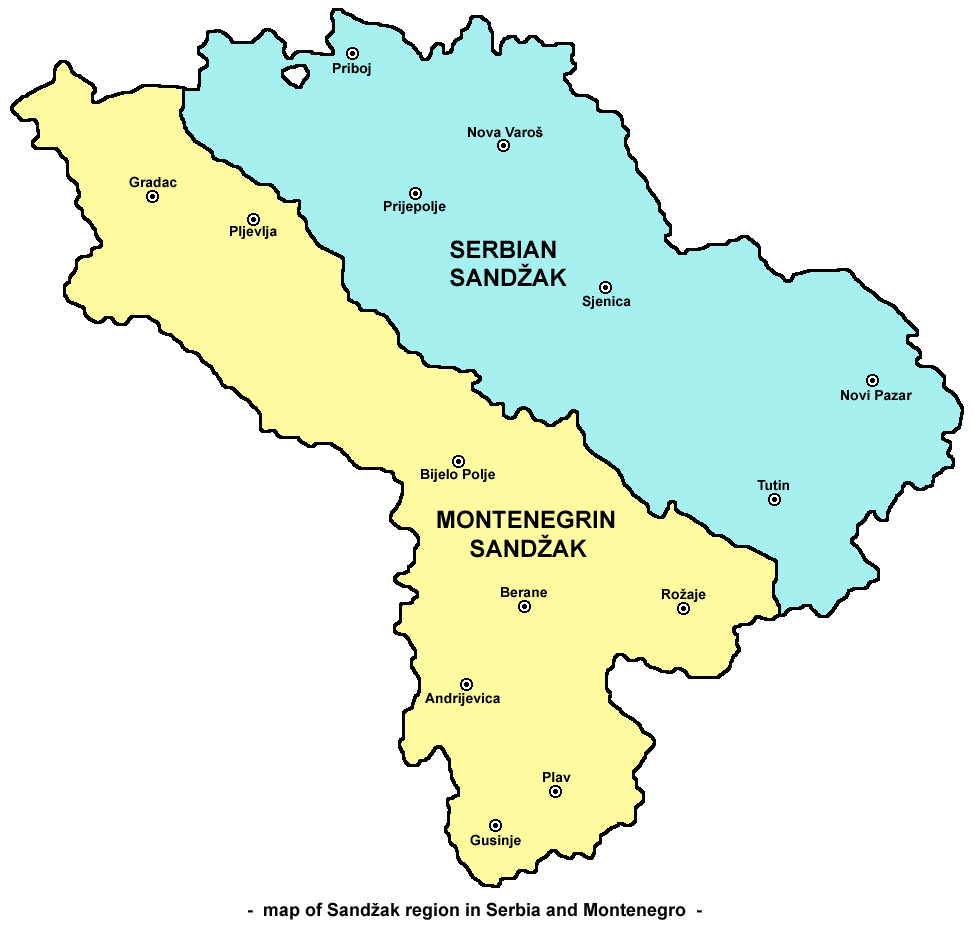
A történelmi Szandzsák régió szerb északi és montenegrói déli részei (legtágabb meghatározás)

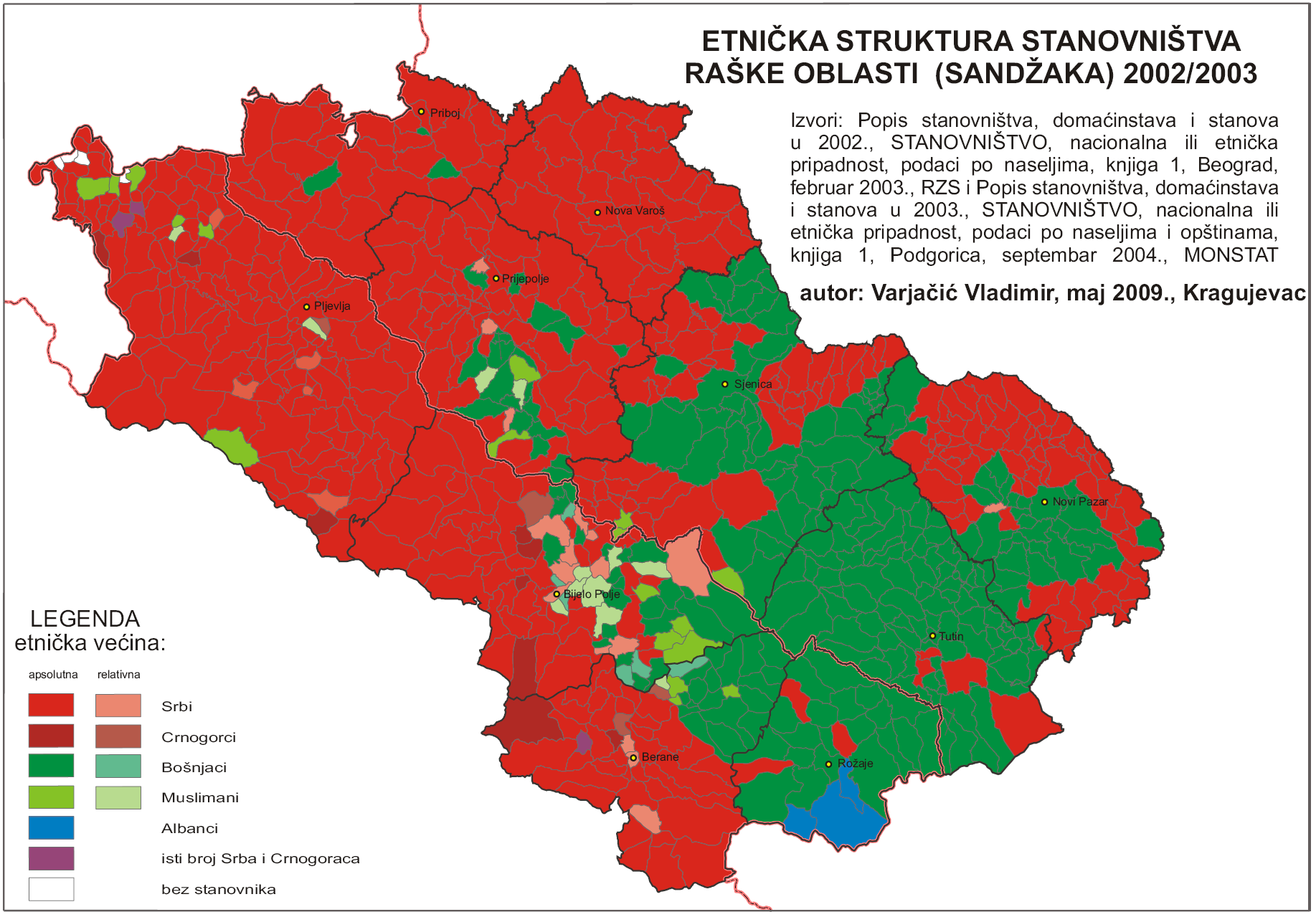
Észak- és Közép-Szandzsák etnikai térképe (2002-2003)

A Szandzsák (szerbül Санџак / Sandžak, törökül: Sancak) vagy Novi Pazar-i szandzsák Szerbia és Montenegró között megosztottan elhelyezkedő, főleg bosnyák (muzulmán) és szerb lakosságú vidék.
Szerbiai része elszegényedett, társadalmi problémákkal sújtott vidék. Lakossága túlnyomórészt bosnyák nemzetiségű és muszlim vallású, erős török kapcsolatokkal. Számos szandzsákinak vannak Törökországban élő hozzátartozói, mivel az 1912–1913-as Balkán-háború során, amikor az Oszmán Birodalom hanyatlani kezdett, sokan kivándoroltak.

## Községek (járások)
A régió a következő községekre (járásokra) oszlik.
Szerbiában:
- Novi Pazar
- Nova Varoš
- Priboj
- Prijepolje
- Sjenica
- Tutin

Montenegróban:
- Andrijevica
- Berane
- Bijelo Polje
- Plav
- Pljevlja
- Rožaje